# Herb Brwinowa
Herb Brwinowa – jeden z symboli miasta Brwinów i gminy Brwinów w postaci herbu.

## Wygląd i symbolika
Herb przedstawia na czerwonej tarczy o dolnej krawędzi wydłużonej pośrodku, wizerunek czarnej litery „b”, z liśćmi dębu koloru zielonego.